# Lentinellus bissus
Lentinellus bissus är en svampart som först beskrevs av Lucien Quélet, och fick sitt nu gällande namn av Kühner & Maire 1934. Lentinellus bissus ingår i släktet Lentinellus och familjen Auriscalpiaceae.   Inga underarter finns listade i Catalogue of Life.